# Karamel

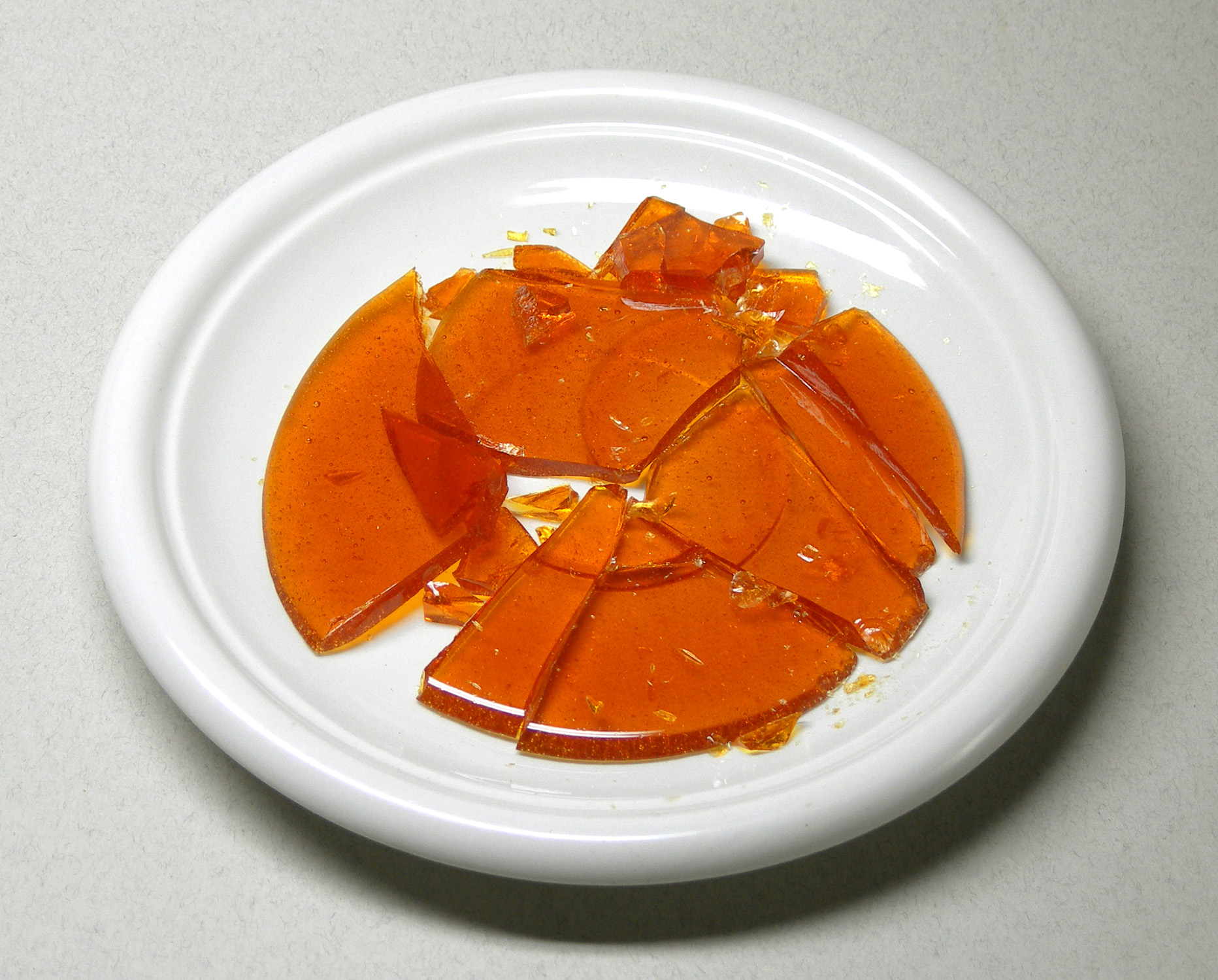
Karamel

Karamel je potravina světle až tmavě oranžové barvy a nasládlé chuti, jež vzniká karamelizací cukru. Karamel bývá používán k dochucování bonbonů. Je běžně používán jako potravinářské barvivo, a to pod  E kódem E150. Najdeme ho v rozmanitých potravinářských výrobcích, jako jsou pečivo, sladkosti či omáčky. Přidává se ale též do masa a uzenin nebo nápojů, například do piva, whisky či Coca-Coly. Používání E150 je považováno za bezpečné a zdravotně nezávadné.

## Výroba
Karamel se z cukru vyrábí zahřátím na asi 170 °C (konkrétní teplota závisí na druhu cukru). Během tání, ke kterému dochází u krystalů cukru, když se jejich teplota přibližuje této teplotě, se molekuly cukru rozkládají na jiné, nestálé sloučeniny, které pak dávají karamelu charakteristickou barvu a chuť.